# 2226 Cunitza
A 2226 Cunitza (ideiglenes jelöléssel 1936 QC1) a Naprendszer kisbolygóövében található aszteroida. Alfred Bohrmann fedezte fel 1936. augusztus 26-án.